# Paulchoffatiidae
De Paulchoffatiidae zijn een familie van uitgestorven zoogdieren die voornamelijk leefden tijdens het Laat-Jura, hoewel een paar geslachten bekend zijn uit het Vroeg-Krijt. Fossielen zijn gemeld uit Europa (Portugal, Spanje, Duitsland en Engeland). Paulchoffatiiden waren leden van de orde Multituberculata. Ze waren relatief vroege vertegenwoordigers en behoren tot de informele onderorde Plagiaulacida.

## Naamgeving
De familie werd in 1969 benoemd door Gerhard Hahn en eert de Portugese geoloog Léon Paul Choffat. Twee onderfamilies worden erkend.
De meest productieve fossielenvindplaats voor Paulchoffatiiden was Guimarota in Portugal. Overblijfselen uit deze vindplaats worden over het algemeen gediagnosticeerd op basis van losse onderkaken of bovenkaken. In slechts één geval, dat van Kuehneodon, was het mogelijk om de twee te matchen. Sommige van de onderkaken vertegenwoordigen waarschijnlijk dezelfde dieren als sommige van de bovenkaken, dus de diversiteit van Paulchoffatiiden is zeer waarschijnlijk overschat. Aangezien de vindplaats tegenwoordig een volgelopen, niet meer in gebruik zijnde kolenmijn is, zijn verdere opgravingen hoogst onwaarschijnlijk. Andere locaties kunnen echter wellicht meer duidelijkheid verschaffen.
De Paulchoffatiiden zijn verder gerangschikt in twee onderfamilies en een paar andere geslachten.
Rugosodon uit het Midden-Jura van China, bekend van een grotendeels compleet skelet, werd vroeger aan de familie toegewezen , maar werd later beschouwd als een onbepaald lid van de Paulchoffatiide lijn.

## Beschrijving
De Paulchoffatiidae hebben een relatief basaal gebit. Soms is in de bovenkaak nog een hoektand aanwezig. De eerste onderste kies heeft een cingulum met vooraan knobbeltjes. De tweede onderste kies is bekkenvormig, omringd door knobbeltjes en met maar een grote knobbel aan de voorste tongzijde. De bovenste vierde en vijfde premolaar hebben geen knipfunctie. De molariformen hebben twee rijen knobbels die soms worden aangevuld door een buitenste rij knobbeltjes. Soms zijn de molriformen sterk geribbeld. De bovenste tweede molariform is groot en met twee rijen knobbels, soms zes in getal.

## Onderfamilie Paulchoffatiinae
Paulchoffatia, Bathmochoffatia, Guimarotodon, Henkelodon, Kielanodon, Meketibolodon, Meketichoffatia, Plesiochoffatia, Pseudobolodon, Galveodon, Sunnyodon, Xenachoffatia

## Onderfamilie Kuehneodontinae
Dit taxon is beperkt tot het enige geslacht Kuehneodon, met zeven soorten.

## Taxonomie
Onderklasse Allotheria Marsh, 1880
- Orde Multituberculata Cope, 1884:
  - Onderorde Plagiaulacida Simpson 1925
    - Familie Paulchoffatiidae Hahn, 1969
      - Onderfamilie Paulchoffatiinae Hahn, 1971
        - Paulchoffatia Kühne, 1961
          - P. delgadoi Kühne, 1961

        - Pseudobolodon Hahn, 1977
          - P. oreas Hahn, 1977
          - P. krebsi Hahn & Hahn, 1994

        - Henkelodon Hahn, 1987
          - H. naias Hahn, 1987

        - Guimarotodon Hahn, 1969
          - G. leiriensis Hahn, 1969

        - Meketibolodon (Hahn, 1978) Hahn, 1993
          - M. robustus (Hahn, 1978) Hahn, 1993

        - Plesiochoffatia Hahn & Hahn, 1999
          - P. thoas Hahn & Hahn, 1998
          - P. peparethos Hahn & Hahn, 1998
          - P. staphylos Hahn & Hahn, 1998

        - Xenachoffatia Hahn & Hahn, 1998
          - X. oinopion Hahn & Hahn, 1998

        - Bathmochoffatia Hahn & Hahn, 1998
          - B. hapax Hahn & Hahn, 1998

        - Kielanodon Hahn, 1987
          - K. hopsoni Hahn, 1987

        - Meketichoffatia Hahn, 1993
          - M. krausei Hahn, 1993

        - Galveodon Hahn & Hahn, 1992
          - G. nannothus Hahn & Hahn, 1992

        - Sunnyodon Kielan-Jaworowska & Ensom, 1992
          - S. notleyi Kielan-Jaworowska & Ensom, 1992

      - Onderfamilie Kuehneodontinae Hahn, 1971
        - Kuehneodon Hahn, 1969
          - K. dietrichi Hahn, 1969
          - K. barcasensis Hahn & Hahn, 2001
          - K. dryas Hahn, 1977
          - K. guimarotensis Hahn, 1969
          - K. hahni Antunes, 1988
          - K. simpsoni Hahn, 1969
          - K. uniradiculatus Hahn, 1978